# Nazionale femminile di pallacanestro della Costa Rica
La nazionale femminile di pallacanestro della Costa Rica è la rappresentativa cestistica femminile della Costa Rica ed è posta sotto l'egida della Federazione cestistica della Costa Rica.

## Piazzamenti

### Campionati centramericani
- 1995 - 5°
- 2003 - 6°
- 2004 - 4°
- 2006 - 7°

- 2008 - 8°
- 2014 - 8°
- 2018 - 6°
- 2021 - 5°

- 2022 - 7°

## Formazioni

### Campionati centramericani
Campionato centramericano femminile di pallacanestro 20064 Iglesias, 5 Gálvez, 6 Malavassi, 7 Aguilar, 8 Alvarado, 9 Gamboa, 10 Vargas, 11 Cascante, 12 Miller, 13 Quesada, 14 Palavicini, 15 Acuña,        All. Warren Espinoza
Campionato centramericano femminile di pallacanestro 20084 P. Sancho, 5 Gálvez, 6 Palavicini, 7 Malavassi, 8 Iglesias, 9 Miller, 10 Vargas, 11 Lewis, 12 Pinnock, 13 Peñaranda, 14 A. Sancho, 15 Navarro,        All. Lorena Hernández
Campionato centramericano femminile di pallacanestro 20144 Matamoros, 5 Gálvez, 6 Acosta, 7 Jiménez, 8 Alvarado, 9 M. Chaves, 10 Vargas, 11 Betancourt, 12 A. Chaves, 13 Mayorga, 14 Corrales, 15 Orozco,        All. Mariela Iglesias
Campionato centramericano femminile di pallacanestro 20184 Matamoros, 5 Gálvez, 7 Jiménez, 8 Malavass, 9 Miller, 10 Quesada, 12 Pinnock, 13 Reyna, 15 M. Mora, 19 Sánchez, 38 P. Mora, 77 Alfaro,        All. Cristian Chavarría
Campionato centramericano femminile di pallacanestro 20213 Cubero, 5 Gálvez, 7 Jiménez, 8 Alvarado, 9 González, 10 Quesada, 11 Batancourt, 12 Castro, 13 Reyna, 15 M. Mora, 26 A. Mora, 77 Alfaro,        All. Cristian Chavarría
Campionato centramericano femminile di pallacanestro 20222 Echeverri, 4 Matamoros, 5 Gálvez, 7 Fernández, 8 Araya, 11 Castro, 12 Torres, 13 Reyna, 15 Mora, 17 Solano, 21 Cervantes, 25 Zubillaga,        All. Cristian Chavarría